# Krzysztof Trebunia-Tutka

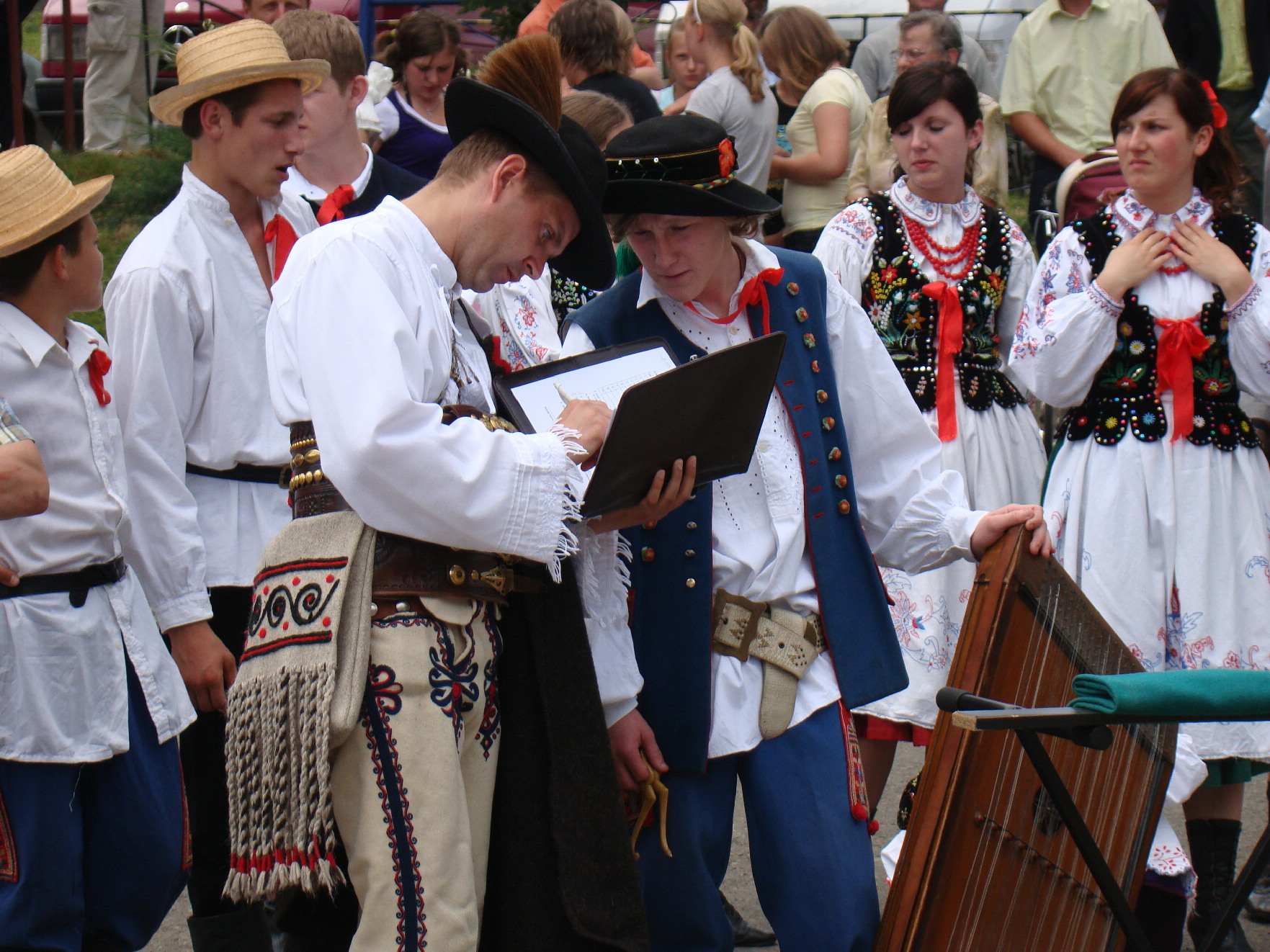
Krzysztof Trebunia-Tutka, podczas Festiwalu Folkloru Młodych w Bukowsku, 2009

Krzysztof Trebunia-Tutka (ur. 19 czerwca 1970 w Zakopanem) – polski muzyk i architekt, założyciel i lider zespołu Trebunie-Tutki oraz Kapeli Krzysztofa Trebuni-Tutki „Śleboda”. Absolwent Wydziału Architektury Politechniki Krakowskiej oraz Studium Pedagogicznego przy Politechnice Krakowskiej, oraz instruktor l kl. o specjalności: muzyka, taniec i śpiew podhalański.
Jako muzyk i autor muzyki współpracuje z różnymi artystami (m.in. Twinkle Brothers, Ordo Sakhna, Włodzimierz Kiniorski, Michał Kulenty, Krzysztof Ścierański, Katarzyna Gärtner, Sławomir Wierzcholski, Wojciech Waglewski, Quintet Urmuli z Gruzji, Tymon Tymański).
Jest członkiem SARP, SAWP, ZAiKS (od 1999). W 2003 roku odebrał z rąk Ministra Kultury odznakę “Zasłużony Działacz Kultury”, w 2013 – odznakę „Zasłużony dla Kultury Polskiej” (Minister Kult. i Dz. N.), w 2014 r. Brązowy Medal – Zasłużony Kulturze „Gloria Artis”, w 2015 r. „Złoty Krzyż Małopolski”. W listopadzie 2008 roku otrzymał tytuł Honorowy Ambasador Polszczyzny (z zespołem Trebunie-Tutki) za teksty utworów pisane i wykonywane podhalańską gwarą, a w 2014 Nagrodę im. Oskara Kolberga (z Kapelą Rodzinną Trebuniów-Tutków).

## Życiorys
Podczas studiów był instruktorem muzyki, tańca i śpiewu w Studenckim Zespole Góralskim „Skalni” w Krakowie. W 1994 r. rozpoczął pracę w Tatrzańskim Centrum Kultury i Sportu „Jutrzenka” w Zakopanem jako instruktor muzyki ludowej obecnie jako nauczyciel dyplomowany.
Był wielokrotnie nagradzany indywidualnie w ogólnopolskich konkursach tradycyjnej muzyki ludowej (m.in. Złote Zbyrkadło w konkursie solistów instrumentalistów – Międzynarodowy Festiwal Folkloru Ziem Górskich – Zakopane 2008, Grand Prix – Złote Żywieckie Serce – Festiwal Folkloru Górali Polskich – Żywiec 2001, 2006, 2010, I miejsce w Konkursie Multiinstrumentalistów FFGP – Żywiec 2012, Ogólnopolski Festiwal Kapel i Śpiewaków Ludowych – Kazimierz nad Wisłą 2002) oraz na festiwalach międzynarodowych (m.in. Międzynarodowy Studencki Festiwal Folklorystyczny – Katowice 1991, Międzynarodowy Festiwal Folkloru Ziem Górskich – Zakopane 1992) oraz z własną Kapelą Krzysztofa Trebuni-Tutki (m.in. MFFZG – Zakopane 1994).
Bywa jurorem na festiwalach oraz konkursach muzyki ludowej i folkowej (m.in. Festiwal Folkowy Polskiego Radia „Nowa Tradycja” w Warszawie, „Mikołajki Folkowe” w Lublinie, „Majówka Folkowa” w Radomiu, Konkurs Muzyk Podhalańskich, „Dziadońcyne Granie” w Bukowinie Tatrzańskiej, „Przednówek w Polanach” w Kościelisku, Konkurs Kapel Festiwalu Folkloru Górali Polskich w Żywcu), również jako konferansjer, m.in.: Międzynarodowy Festiwal Folkloru Ziem Górskich w Zakopanem (od 1989), Festiwal Folkloru Górali Polskich w Żywcu (od 2000), Sopot Festiwal 1999, Magazyn Folkowy „Studnia” w TV Polonia, Festiwal Folkowy Polskiego Radia „Nowa Tradycja” w Warszawie (od 1999). W 1989 roku był pasowany na Prymistę, a w 2004 roku na Zbójnika. W 2000 roku otrzymał Medal I Światowego Zjazdu Górali Polskich. Został ambasadorem zorganizowanych w Krakowie Światowych Dni Młodzieży 2016.